# Control d'aldarulls

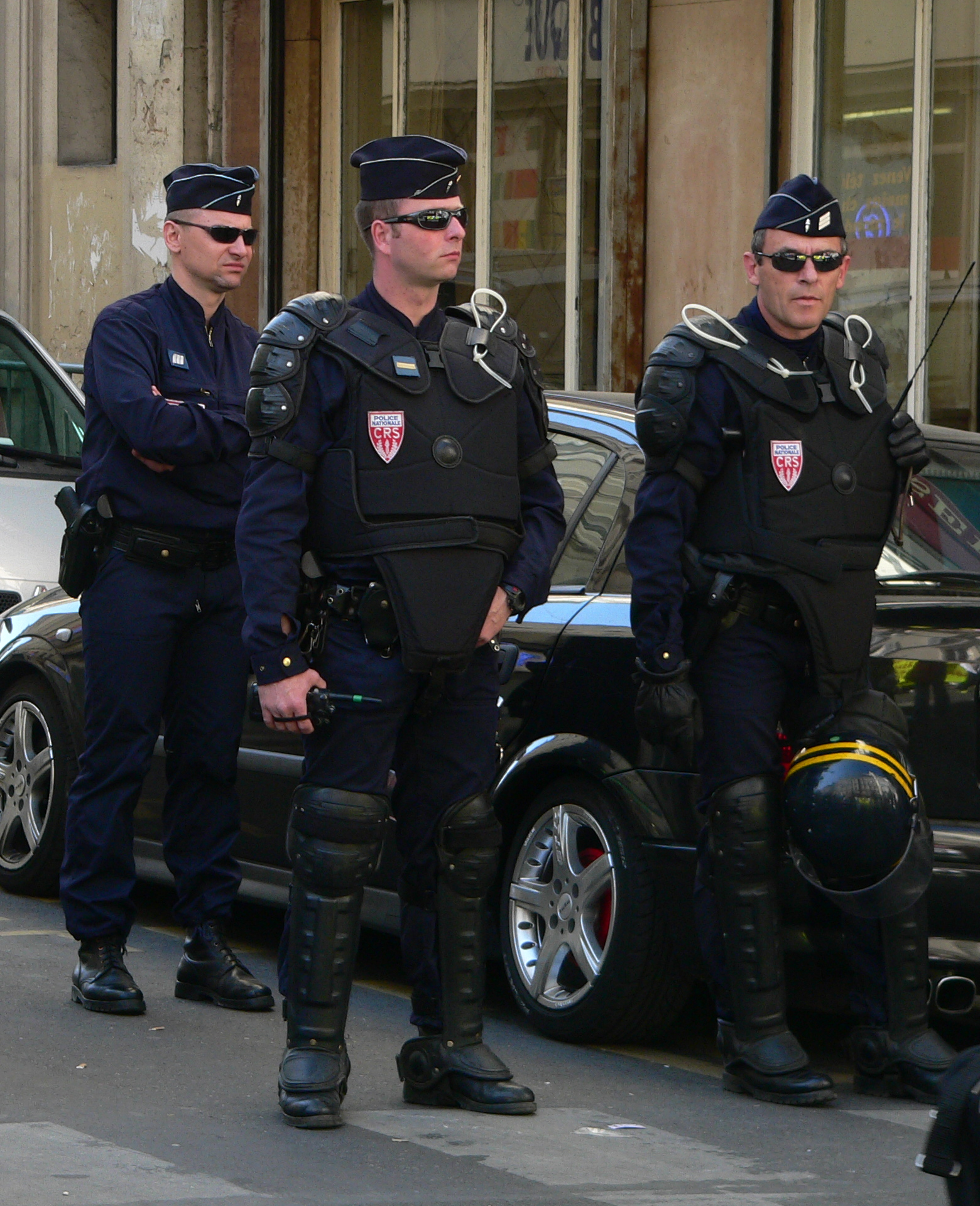
Els CRS de França

El control d'aldarulls o antiavalots són les mesures preses per la policia, els militars o altres forces de seguretat per tal de controlar, dispersar i arrestar civils que estan involucrats en un avalot, manifestació o protesta. Aquesta funció la realitzen habitualment unitats especialitzades de la policia (policia antiavalots) o en alguns casos, excepcionals en una democràcia i habituals en una dictadura, de l'exèrcit.

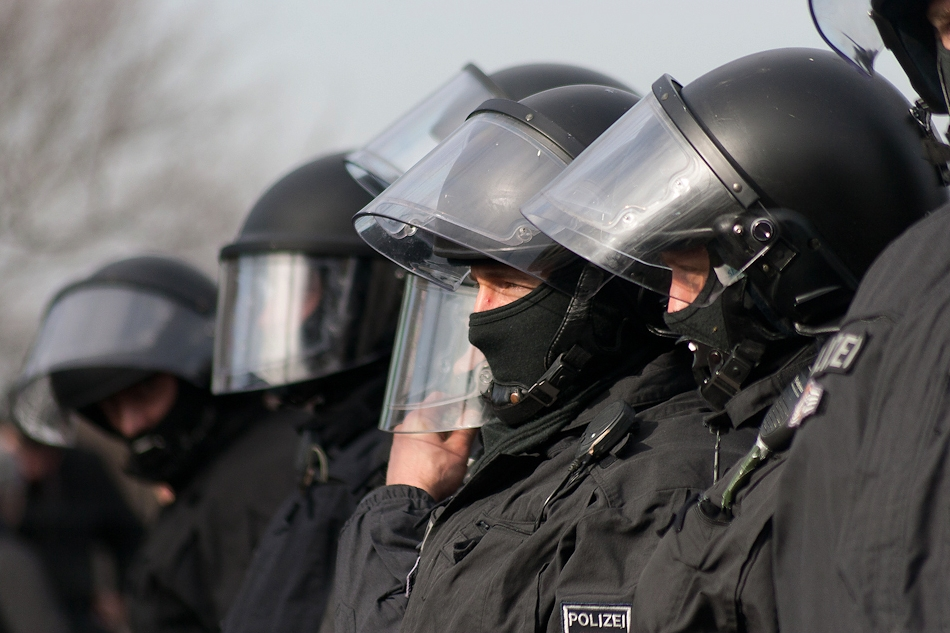
Antiavalots alemanys.

Aquesta policia controla les accions de les gernacions i dispersa les manifestacions no autoritzades, violentes o de qualsevol tipus segons els estats i la seva decisió política. Una altra de les funcions de la policia antiavalots és fer complir les ordres de protecció dels edificis o zones ocupades il·legalment. També poden ser requerits per a fer de mitjancers entre dos o més grups de manifestants amb ideologia oposada i evitar que es facin mal entre ells i a persones no relacionades.
La funció principal d'aquesta policia o exèrcit és mantenir l'ordre públic en controlar diverses activitats. A Catalunya, les funcions antiavalots la té l'Àrea de Brigada Mòbil dels Mossos d'Esquadra.
L'equip inclou des de porres fins escuts i escopetes adaptades que disparen bales de goma. També es pot fer servir gas lacrimogen, inclòs el gas pebre i altres com la bomba pudenta, ús de projectils no letals com també canons de raigs d'aigua, etc. Per protegir la seva identitat aquests agents poden portar la cara tapada i màscares antigas per protegir-se dels gasos que llencen.
A vegades l'ús de la força antiavalots ha estat molt útil pel manteniment de l'ordre públic i la protecció del ciutadà, en altres, amb major o menor freqüència segons els països, ha ultrapassat els límits i ha ocasionat danys a les persones i fins i tot matances com per exemple, la Massacre de Boston, la Massacre de Haymarket, La Massacre Banana, la revolució d'Hongria de 1956 i la Massacre de la Plaça de Tiananmen.